# Avia BH-1
O Avia BH-1 foi um avião desportivo de dois assentos construído na Checoslováquia em 1920. Foi o primeiro produto da Avia, sendo originalmente designado BH-1 exp. O BH-1 possuía uma construção de madeira, monoplano de asa baixa, com trem de pouso convencional. Era motorizado com um motor Daimler, que provou ser inadequado para voar a aeronave com ambos os assentos ocupados.
Logo após seu primeiro voo, foi exibido na Exibição Internacional de Aviação inaugural em Praga. A aeronave foi tão bem recebida que o presidente checoslovaco Tomáš Masaryk forneceu um auxílio de 100.000 CSK para desenvolvimentos.
O BH-1 foi subsequentemente reconstruído com um motor giratório Gnome Omega e foi finalmente capaz de voar com duas pessoas a bordo. Ficou então conhecido como BH-1 bis nesta configuração e em 1921 venceu o rally nacional checoslovaco com uma velocidade média de 125 km/h em um trecho de  860 km. A aeronave foi danificada em um acidente logo após e nunca foi reparada, tendo sido ultrapassada por modelos melhores. 
Em 2004, Marcel Sezemský construiu uma réplica aeronavegável da aeronave, motorizada com um motor Walter Mikron.